# Fotografías de ovnis de McMinnville

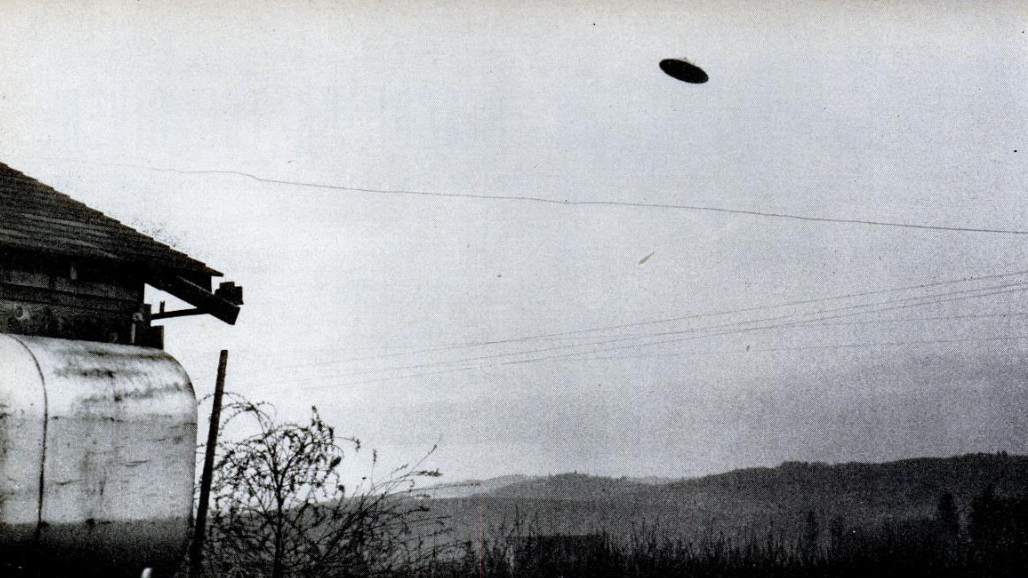
Una de las fotografías de McMinnville. Los escépticos concluyeron que el ovni era un modelo pequeño suspendido por cables del tendido eléctrico.

Vista más amplia del objeto.

Las fotografías de ovnis de McMinnville fueron tomadas en una granja cerca de dicha localidad, en el estado estadounidense de Oregón en 1950. Las fotos fueron reimpresas en la revista Life y en periódicos de todo el país, y a menudo se consideran entre las más famosas que se hayan tomado de un ovni. Los escépticos de los extraterrestres creen que las fotos son sólo un engaño, pero muchos ufólogos continúan argumentando que las fotos son genuinas y muestran un objeto no identificado en el cielo.

## Incidente
Aunque estas imágenes se conocen como las «fotografías de ovni de McMinnville», la granja de Paul y Evelyn Trent, donde se tomaron, estaba a las afueras de Sheridan, a unos 15 km al suroeste de McMinnville, que era la ciudad más grande más cercana.
Según el relato del astrónomo William K. Hartmann, el 11 de mayo de 1950 a las 19:30 horas, Evelyn Trent estaba caminando de regreso a su granja después de dar de comer a unos animales. Antes de llegar a su destino, afirmó ver un objeto metálico en forma de disco que se movía lentamente en su dirección desde el noreste. Ella gritó a su esposo, Paul Trent, quien estaba dentro de la casa. Al salir de la casa afirmó que también vio el objeto. Después de un corto tiempo regresó a su casa para obtener una cámara. Dijo que logró tomar dos fotos del objeto antes de que se fuera rápidamente hacia el oeste. El padre de Paul afirmó que vio brevemente el objeto antes de que se fuera volando.
La versión de Hartmann del incidente se remonta a una entrevista que los Trent dieron a Lou Gillette, presentador de la emisora de radio KMCM (más tarde KLYC), y que fue citada en el periódico The Oregonian el 10 de junio de 1950. Sin embargo, los Trent dieron una versión ligeramente diferente del incidente al periódico local de McMinnville, dos días antes, el 8 de junio de 1950. En esa versión, Evelyn Trent declaró: "Habíamos estado en el patio trasero. Ambos vimos el objeto al mismo tiempo". Paul pensó que estaba en el automóvil, pero estaba seguro de que estaba en la casa. Tenía razón, y la Kodak estaba cargada para poder fotografiarlo".

## Publicidad inicial

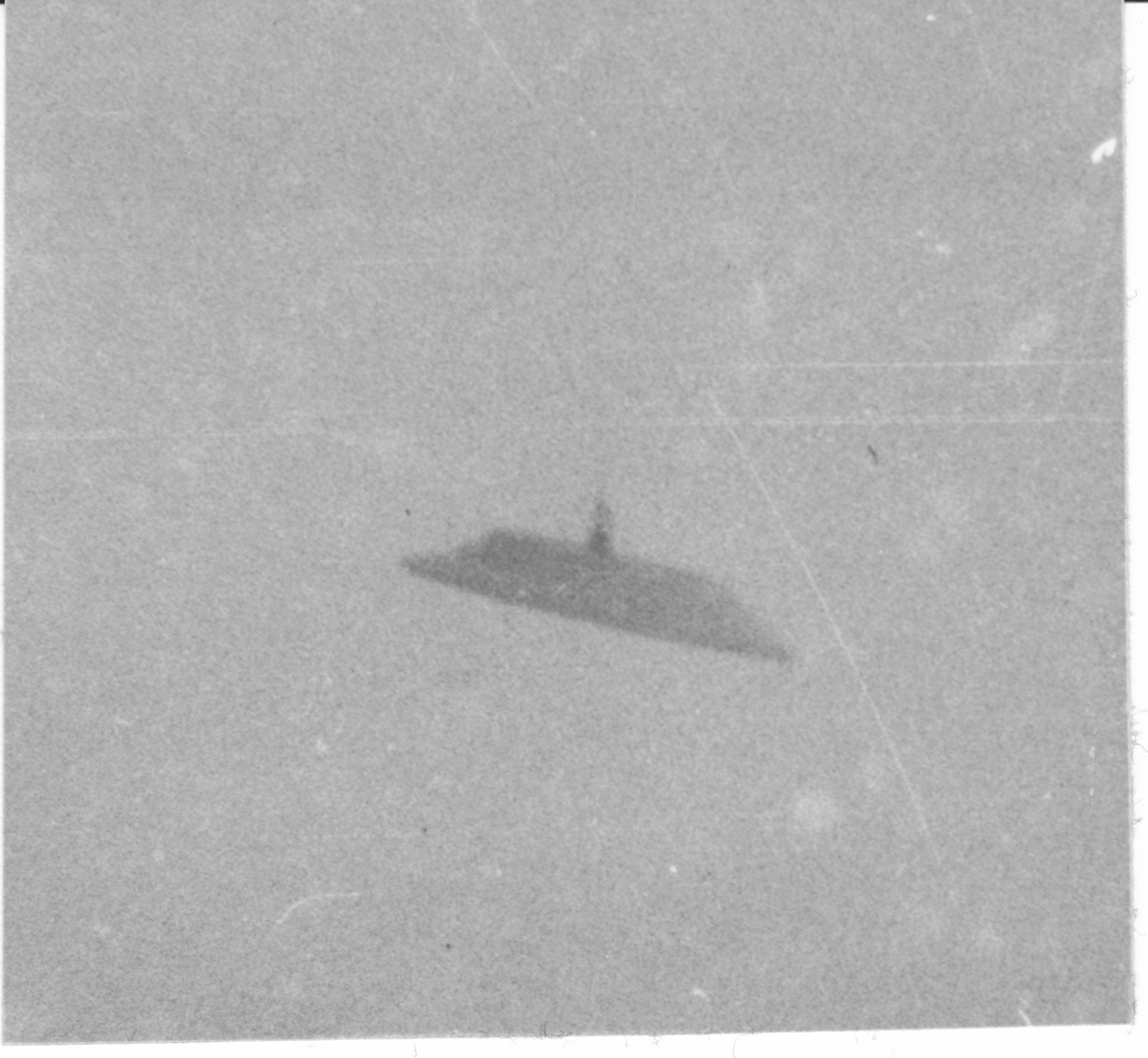
Ampliación del supuesto ovni.

El rollo de película en la cámara de Paul Trent no se agotó por completo, por lo que Trent no hizo que la película se desarrollara de inmediato. La película no se desarrolló hasta que los marcos restantes se utilizaron para tomar fotografías familiares para el Día de la Madre.
En una entrevista de 1997, los Trent afirmaron que inicialmente pensaron que el objeto que habían fotografiado era un avión militar secreto, y temieron que las "fotos pudieran traerles problemas". Cuando mencionó su avistamiento y fotografías a su banquero, Frank Wortmann, el banquero estaba lo suficientemente intrigado como para mostrarlas desde la ventana de su banco en McMinnville.
Poco después, Bill Powell, reportero de un periódico local, convenció a Paul Trent de que le prestara los negativos. Powell examinó estos y no encontró evidencia de que fueran manipulados o falsificados. El 8 de junio de 1950, la historia del incidente de Powell, acompañada de las dos fotos, se publicó como una noticia de primera plana en el News-Register de McMinnville con el titular "Por fin: fotografías auténticas de platillo volador".
La historia y las fotos fueron recogidas posteriormente por el Servicio Internacional de Noticias (INS) y enviadas a otros periódicos de todo el país, lo que les dio una amplia publicidad. La revista Life publicó versiones recortadas de las fotos el 26 de junio de 1950, junto con una foto de Trent y su cámara. A los Trent se les había prometido que les devolverían los negativos; sin embargo, estos no se les fueron devueltos y la propia revista Life adujo que los negativos se habían perdido.

## Investigación del Comité Condon
En 1967, los negativos se encontraron en los archivos de United Press International, un servicio de noticias que se había fusionado con el INS años antes. Los negativos fueron prestados al Dr. William K. Hartmann, un astrónomo que trabajaba como investigador para el Comité Condon, un proyecto de investigación de ovnis financiado por el Gobierno con sede en la Universidad de Colorado en Boulder. Los Trent no fueron informados inmediatamente de que se habían encontrado sus negativos "perdidos". Hartmann entrevistó a los Trent y quedó impresionado por su sinceridad. El matrimonio nunca recibió dinero por sus fotos, y evitó cualquier presunción de buscar la fama o fortuna con tal acontecimiento.
En el análisis de Hartmann, escribió al Comité Condon que el caso era "uno de los pocos informes de ovnis en el que todos los factores investigados, geométricos, psicológicos y físicos, parecen ser consistentes con la afirmación de que un objeto volador extraordinario, plateado, metálico, en forma de disco, de decenas de metros de diámetro, y evidentemente artificial, voló a la vista de dos testigos".
Una razón para esta conclusión se debió al análisis fotométrico de las imágenes. Hartmann señaló que el brillo de la parte inferior del objeto parecía ser más claro que la parte inferior del tanque de aceite visto en las imágenes. Esto podría deberse a los efectos de la extinción atmosférica y la dispersión, los mismos efectos que hacen que las montañas distantes parezcan "arrasadas" y azules. Este efecto sugirió que los objetos estaban más lejos de la cámara que el tanque, no pequeños objetos locales".
Hartmann, sin embargo, también señaló la posibilidad de que las imágenes fueran un montaje. Señaló que "el objeto aparece debajo de un par de cables, como se ve en las placas 23 y 24 [...] podemos cuestionar si podría haber sido un modelo suspendido de uno de los cables. Esta posibilidad se ve reforzada por la observación de que el objeto aparece debajo de aproximadamente el mismo punto en las dos fotos, a pesar de haber sido tomadas desde dos posiciones". Concluyó su exposición explicando que todas las pruebas "no descartan la posibilidad de que el objeto fuera un modelo pequeño suspendido del cable cercano por un hilo no resuelto".
Hartmann también notó una discrepancia que luego se convertiría en el principal punto de objeción para los escépticos. Se dio cuenta de que la iluminación general de la imagen era consistente con la iluminación que se esperaría alrededor del atardecer, pero señaló que "podría haber una posible discrepancia en vista del hecho de que el ovni, el poste telefónico, posiblemente el garaje a la izquierda, y especialmente los frontones de la casa (a la izquierda del granero) se iluminan desde la derecha o hacia el este. La casa, en particular, parece tener una sombra debajo del techo que sugiere una foto iluminada por el día, y combinada con la incidencia hacia el este, se podría argumentar que las fotos fueron tomadas en un día aburrido y soleado a las 10 de la mañana".
Después de que Hartmann concluyera su investigación, devolvió los negativos a la UPI, que luego informó a los Trent sobre ellos. En 1970, los Trent pidieron a Philip Bladine, editor del News Register, los negativos. El matrimonio notó que nunca les habían pagado por los negativos y, por lo tanto, los querían de vuelta. Bladine pidió a la UPI que les devolviera los negativos, lo que hizo. Sin embargo, por alguna razón, Bladine nunca les dijo a los Trent que los negativos habían sido devueltos.

## Análisis de Bruce Maccabee
En 1975, los negativos fueron encontrados en los archivos del News Register por Bruce Maccabee, físico óptico de la Armada de los Estados Unidos y ufólogo. Después de completar su propio estudio de las fotos, Maccabee se aseguró de que los negativos originales finalmente fueran devueltos a los Trent. Maccabee concluyó que las fotografías no fueron un montaje y mostraban un objeto "real, físico" en el cielo sobre la granja de Trent. Gran parte de su análisis se basa en mediciones densitométricas, similares al análisis fotométrico realizado por Hartmann. Maccabee argumentó que el brillo de la parte inferior del objeto sugería que estaba a cierta distancia de la cámara, no un objeto más pequeño cerca de él.
Maccabee también analizó la posición de varios objetos en la imagen, así como una imagen preparada por Hartmann cuando visitó el sitio en junio de 1967. Basado en esto, argumentó que la línea de visión de las dos imágenes se cruzaba a cierta distancia detrás de la imagen. Las líneas del tendido eléctrico vistas en las fotos, en su opinión, proporcionaban una mayor evidencia de que no se trataba de un pequeño modelo suspendido. Maccabee declaró que su análisis del objeto no encontró ninguna evidencia de un hilo o cuerda que lo suspendiera artificialmente.
En respuesta a los argumentos escépticos de que las sombras en los objetos en las fotos demostraron que fueron tomadas en la mañana en lugar de en la tarde, como habían afirmado los Trents Maccabee argumentó que las condiciones de las nubes en el área de McMinnville en la noche del avistamiento podrían han causado las sombras en el garaje.

## Explicación sugerida del engaño

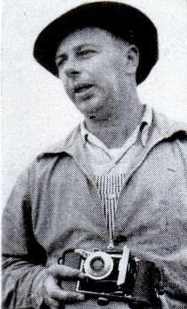
Paul Trent, granjero autor de las fotos.

El espejo retrovisor del Ford F-100 de la fotografía tiene un gran parecido con el objeto que se ve en las fotos. Se puede observar el ligero desplazamiento del tornillo de montaje, que coincide con el desplazamiento del detalle de "antena" en las imágenes. Espejos similares se habían utilizado durante décadas en muchos vehículos. En la década de 1980, Philip J. Klass y Robert Sheaffer, periodistas y escépticos notorios de los ovnis, declararon su creencia de que las fotos eran falsas y que todo el evento fue un engaño.
Su argumento principal indicó que las sombras en un garaje en el lado izquierdo de las fotos demostraron que estas fueron tomadas en la mañana en lugar de en la tarde, como habían afirmado los Trent. Klass y Sheaffer argumentaron que, dado que los Trent aparentemente habían mentido sobre el momento en que se tomaron las fotos, toda su historia era sospechosa. También afirmaron que habían mostrado interés en los ovnis antes de su presunto avistamiento.
Además, su análisis de las fotos sugirió que el objeto fotografiado era pequeño y probablemente un modelo colgado de líneas eléctricas visibles en la parte superior de las fotos. También creían que el objeto pudo haber sido el espejo lateral separado de un vehículo. El objeto tiene una forma muy similar a los espejos redondos que se utilizaron en los vehículos Ford durante décadas, o modelos similares en casi todos los vehículos de la época.
Además, Klass afirmó haber encontrado una serie de contradicciones en la historia del avistamiento de los Trent, y señaló que su versión del incidente cambió con los años. Su conclusión fue que los Trent habían engañado desde el principio.
Cuando Sheaffer envió su investigación y conclusiones a William Hartmann, Hartmann retiró la evaluación positiva del caso que había enviado al Comité Condon.
En abril de 2013, tres investigadores publicaron dos estudios sobre las imágenes de McMinnville, en el que argumentaban que la "geometría de las fotografías es más consistente con un modelo pequeño con un fondo hueco que cuelga de un cable suspendido de las líneas de tendido eléctrico". Los mismos declararon que habían detectado la presencia de hilos sobre dicho objeto, y concluyeron que el resultado claro del estudio era que "el ovni de McMinnville era un modelo colgado de un hilo".

## Consecuencias
Las fotografías de ovnis de McMinnville permanecen entre las mejor publicitadas en la historia de los ovni. Los escépticos continúan explicando que las dos fotografías son un engaño o falsificación. Los ufólogos continúan argumentando que las fotos de Trent son una evidencia creíble de que los ovnis son un fenómeno físico real. Evelyn Trent murió en 1997 y Paul Trent un año más tarde. Ambos insistieron hasta el final de sus vidas en que el avistamiento y las fotos eran genuinos. El interés que rodeaba las fotos de los Trent llevó a que se estableciera un "Festival OVNI" anual en McMinnville. Se trata de la reunión más grande de este tipo en el noroeste del Pacífico, y es el segundo festival de ovnis más grande de la nación después del celebrado en Roswell, en Nuevo México, cuna del famoso incidente ovni.